# بطولة الأندية الآسيوية 1990–91
بطولة الأندية الآسيوية 1990–91 كانت النسخة رقم 10 من منافسة كرة القدم الدولية السنوية للأندية والتي تقام في منطقة الاتحاد الآسيوي لكرة القدم (آسيا). وقد تم تحديد بطل أندية كرة القدم في آسيا لهذه السنة.
توج نادي نادي استقلال طهران الإيراني باللقب، بعد تغلبه على نادي لياونينغ الصيني بنتيجة 2–1.

## النهائي

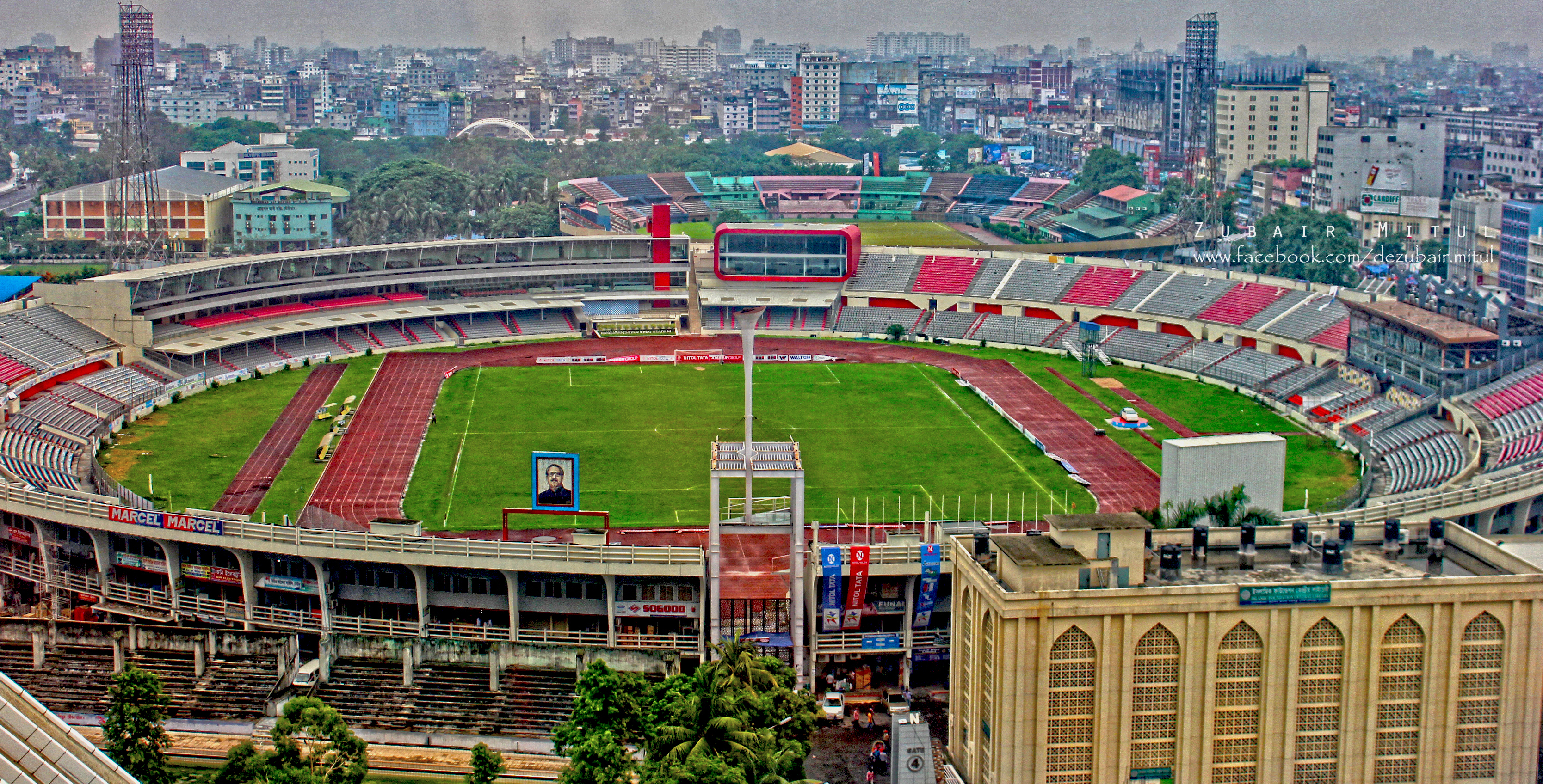
ملعب المباراة النهائية بين استقلال طهران و لياونينغ

| استقلال طهران | 2 – 1 | لياونينغ |
| ------------- | ----- | -------- |
|               |       |          |

## البطل
| 1990–91 بطولة الأندية الآسيوية استقلال طهران اللقب الثاني |